# ينس فيلهلم بيدرسن
ينس فيلهلم بيدرسن (بالدنماركية: Jens Vilhelm Pedersen)‏ هو ملحن دنماركي، ولد في 23 فبراير 1939.

## وصلات خارجية
- ينس فيلهلم بيدرسن على موقع IMDb (الإنجليزية)
- ينس فيلهلم بيدرسن على موقع ميوزك برينز (الإنجليزية)
- ينس فيلهلم بيدرسن على موقع ميوزك برينز (الإنجليزية)
- ينس فيلهلم بيدرسن على موقع ديسكوغز (الإنجليزية)
- ينس فيلهلم بيدرسن على موقع ديسكوغز (الإنجليزية)